# Syrie aux Jeux olympiques d'été de 2020
La Syrie participe aux Jeux olympiques d'été de 2020 à Tokyo. Sa porte-drapeau, Hend Zaza, âgée de 12 ans, est la plus jeune participante des Jeux.

## Médaillés
| Sport         | Discipline            | Athlète(s) | Performance | Date   |
| ------------- | --------------------- | ---------- | ----------- | ------ |
| Haltérophilie | Plus de 109 kg hommes | Man Asaad  | 424 kg      | 4 août |

## Athlètes engagés
| Sport           | Hommes | Femmes | Total |
| --------------- | ------ | ------ | ----- |
| Athlétisme      | 1      | 0      | 1     |
| Équitation      | 1      | 0      | 1     |
| Haltérophilie   | 1      | 0      | 1     |
| Natation        | 1      | 0      | 1     |
| Tennis de table | 0      | 1      | 1     |
| Triathlon       | 1      | 0      | 1     |
| Total           | 5      | 1      | 6     |

## Résultats

### Athlétisme
Majd Eddine Ghazal dispute le saut en hauteur.
| Athlète            | Épreuve                 | Qualification | Qualification | Finale      | Finale  |
| Athlète            | Épreuve                 | Performance   | Rang          | Performance | Rang    |
| ------------------ | ----------------------- | ------------- | ------------- | ----------- | ------- |
| Majd Eddine Ghazal | Saut en hauteur féminin | 2,21 m        | 19e           | Éliminé     | Éliminé |

### Équitation
| Athlète      | Cheval  | Compétition | Qualification | Qualification | Qualification | Qualification | Qualification | Finale    | Finale    | Finale    | Finale  | Finale  |
| Athlète      | Cheval  | Compétition | Pénalités     | Pénalités     | Pénalités     | Temps         | Rang          | Pénalités | Pénalités | Pénalités | Temps   | Rang    |
| Athlète      | Cheval  | Compétition | Saut          | Temps         | Total         | Temps         | Rang          | Saut      | Temps     | Total     | Temps   | Rang    |
| ------------ | ------- | ----------- | ------------- | ------------- | ------------- | ------------- | ------------- | --------- | --------- | --------- | ------- | ------- |
| Ahmad Hamcho | Deville | Individuel  | Éliminé       | Éliminé       | Éliminé       | Éliminé       | Éliminé       | Éliminé   | Éliminé   | Éliminé   | Éliminé | Éliminé |

### Haltérophilie
| Athlète   | Compétition           | Arraché  | Arraché | Épaulé-jeté | Épaulé-jeté | Total  | Rang                                |
| Athlète   | Compétition           | Résultat | Rang    | Résultat    | Rang        | Total  | Rang                                |
| --------- | --------------------- | -------- | ------- | ----------- | ----------- | ------ | ----------------------------------- |
| Man Asaad | Plus de 109 kg hommes | 190 kg   | 3e      | 234 kg      | 4e          | 424 kg | Médaille de bronze, Jeux olympiques |

### Natation
| Athlète     | Épreuve                 | Série         | Série | Demi-finale | Demi-finale | Finale  | Finale  |
| Athlète     | Épreuve                 | Temps         | Rang  | Temps       | Rang        | Temps   | Rang    |
| ----------- | ----------------------- | ------------- | ----- | ----------- | ----------- | ------- | ------- |
| Ayman Kelzi | 200 m papillon masculin | 1 min 59 s 57 | 32e   | Éliminé     | Éliminé     | Éliminé | Éliminé |

### Tennis de table
| Athlète(s) | Compétition  | Tour préliminaire | 1er tour         | 2e tour          | 3e tour          | 4e tour          | Quarts de finale | Demi-finale      | Finale / MB      | Rang     |
| Athlète(s) | Compétition  | Adversaire Score  | Adversaire Score | Adversaire Score | Adversaire Score | Adversaire Score | Adversaire Score | Adversaire Score | Adversaire Score | Rang     |
| ---------- | ------------ | ----------------- | ---------------- | ---------------- | ---------------- | ---------------- | ---------------- | ---------------- | ---------------- | -------- |
| Hend Zaza  | Simple dames | Liu Défaite 0-4   | Éliminée         | Éliminée         | Éliminée         | Éliminée         | Éliminée         | Éliminée         | Éliminée         | Éliminée |

### Triathlon
| Athlète       | Compétition | Natation (1,5 km) | Transition 1 | Vélo (40 km) | Transition 2 | Course (10 km) | Temps           | Résultat |
| ------------- | ----------- | ----------------- | ------------ | ------------ | ------------ | -------------- | --------------- | -------- |
| Mohammad Maso | Hommes      | 18 min 7 s        | 42 s         | 58 min 10 s  | 40 s         | 36 min 33 s    | 1 h 54 min 12 s | 47e      |